# كلايف لويس
كلايف أنتوني لويس (بالإنجليزية: Clive Lewis)‏ (من مواليد 11 سبتمبر 1971) هو سياسي بريطاني من حزب العمال، وكان عضوًا في البرلمان عن نوريتش الجنوبية منذ فوزه بالمقعد في الانتخابات العامة لعام 2015. كان لويس مرشحًا لمنصب زعيم حزب العمال في انتخابات القيادة لعام 2020.
شغل سابقًا منصب نائب رئيس الاتحاد الوطني للطلاب، وعمل مراسلًا تلفزيونيًا لقناة بي بي سي نيوز، وشغل منصب ضابط مشاة في الجيش الإقليمي. خدم لمدة ثلاثة أشهر في أفغانستان في عام 2009.
أصبح وزير دفاع الظل في يونيو 2016، ووزير الظل للأعمال في أكتوبر 2016. غادر حكومة الظل في عام 2017 احتجاجًا على قرار حزب العمال بإثارة نوابه للتصويت على تفعيل المادة 50، لكنه عاد إلى المنصة الأمامية بعد عام بصفته وزير الظل للاقتصاد المستدام.
ترشّح لانتخابات قيادة حزب العمال لعام 2020، لكنه انسحب قبل فترة وجيزة من إغلاق الترشيحات بعد أن فشل في تلقي الترشيحات المطلوبة من البرلمانيين والتي بلغ عددها 22 ترشيحًا.

## الحياة المهنية
بعد حصوله على دبلوم الدراسات العليا في الصحافة، عمل في الصحف المحلية في نورثهامبتون وميلتون كينز قبل قبوله في برنامج تدريب في قناة بي بي سي نيوز. ذهب للعمل كصحفي إذاعي في نوتنغهام، ونوريتش، وكوفنتري. ثم أصبح صحفيًا إذاعيًا كبيرًا، ومراسلًا رئيسيًا لبرنامج بوليتيكس شو إيست على بي بي سي.
انضم لويس إلى الجيش الإقليمي، وخرج من الأكاديمية العسكرية الملكية في ساندهيرست في عام 2006 كضابط مشاة مع فوج البنادق 7. في عام 2009 خدم لمدة ثلاثة أشهر في أفغانستان. بعد فترة وجيزة من عودته من فترة خدمته، واجه الاكتئاب، قائلًا «شعرت وكأن كل هذا يسحقني». غير أنه استرد عافيته بعد تلقي المشورة من وزارة الدفاع.

## الحياة المهنية السياسية

### مرشح برلماني
اختير لويس كمرشح برلماني محتمل لحزب العمال عن نوريتش الجنوبية في حملة الحزب الانتخابية في نوفمبر 2011، ليفوز على المرشحين الآخرين بما في ذلك الموسيقي ديف راونتري. فاز سيمون رايت من الديمقراطيين الليبراليين عن نوريتش الجنوبية في الانتخابات العامة لعام 2010 بهامش يزيد قليلًا عن 300 صوت، متغلبًا بذلك على وزير الداخلية ووزير التعليم السابق تشارلز كلارك.
في أبريل 2015، أثناء إجراء مقابلة مع نيو ستيتسمان، ردًا على سؤال حول ما إذا كان يعتبر فوزه القادم أمرًا مفروغًا منه، قال: لن أخسر إلا إذا، «قُبض عليّ من دون سروال وأنا أقف وراء الماعز، مع إد ميلباند في الطرف الآخر». واعتذر بعد ذلك عن التعليق، قائلًا إنه «آسف بصدق» إذا شعر أحد بالإهانة من التعليق.
بصفته مرشحًا، عارض لويس موقف حزب العمال من الهجرة. محليًا، دعم لويس حملة لمنع تحويل مدرسة هيويت، وهي مدرسة شاملة في نوريتش، إلى أكاديمية.